# 黄鼎凤
黄鼎鳳（1830年—1864年），清末大成国领袖之一，壮族。广西省貴县人。貧農出身，加入天地会。1849年，与土匪張国樑投降清軍，成为钦差大臣向荣部下，開始追擊太平天国軍，黄鼎鳳在途中逃脱，回到貴县。1854年，陳開率天地会廣東省起义。包围广州，黄鼎鳳率领貴县各地天地会呼应，攻占潯州。1856年，陳開在潯州建大成国，派遣李文茂到貴县，黄鼎鳳迎接李文茂，黄鼎鳳被任命为将軍。1857年，黄鼎鳳占領賓州、上林，封隆国公。1859年，賓州陷落，又奪回。1861年，潯州陷落，平潯王陳開被清朝处死。黄鼎鳳召集大成国余党，占据贵县，奪回潯州。1862年，广西巡撫劉長佑率湘軍敗黄鼎鳳，奪回潯州。1863年，黄鼎鳳在贵县小平天山築要塞，称建章王。广西布政使劉坤一以黄鼎鳳之母做人質，黄鼎鳳投降，被处死。